# Bodegas Vicente Gandia
Bodegas Vicente Gandia (Vicente Gandia Pla S.A.) es una compañía valenciana elaboradora y comercializadora de vino fundada en 1885. Está situada en una finca familiar llamada Hoya de Cadenas, en la localidad de Utiel. Cuenta con Denominación de Origen.
La Bodega está presente en 90 países de los cinco continentes, donde comercializa el 70% de su producción, entre los que destacan EE. UU., donde Bodegas Vicente Gandia ha creado la filial Vicente Gandia USA Inc., así como Rusia, Japón, China, México o Irlanda, por el crecimiento experimentado en los últimos años. Situada entre las 15 bodegas españolas y en el grupo de las 100 bodegas europeas según el ranking Plimsoll, que a su vez sitúa a Bodegas Vicente Gandia como una de las 46 bodegas más rentables de Europa.
Además, en 2018, Vicente Gandía fue galardonada con el "Premio Aurum Europa Excellence Enogastronomic", un reconocimiento que la reconoce como la "Mejor Bodega Europea", reconociendo su trayectoria y trabajo dentro del mundo de la enología. Este premio fue concedido por la CEUCO (Consejo Europeo de Cofradías Enogastronómicas), un organismo europeo que aglutina las principales cofradías que se dedican la protección y divulgación de la gastronomía y la enología de sus lugares de origen. 

## Historia
Bodegas Vicente Gandia fue fundada por Vicente Gandia, comerciante de vinos que vio la oportunidad de crear un proyecto asociado al vino en el año 1885, dando vida a lo que hoy día es la compañía. En aquella época, la comercialización de los vinos de Vicente Gandia, al igual que el 100% de los elaborados en la Comunidad Valenciana, se destinaban a la exportación en grandes barricas, concretamente a países europeos quienes gracias a la Comunidad Valenciana, consiguen aportar mayor vigor y grado a sus vinos. 
La segunda generación, liderada por José María Gandia Ferri, vivió los momentos más duros de la empresa: la guerra civil española, su posguerra, la II Guerra Mundial y su correspondiente posguerra, afectando tanto a España como al resto de mercados internacionales en los que comercializaba la compañía. 
El actual presidente, José María Gandia Perales, responsable de un salto cualitativo de gran impacto para Bodegas Vicente Gandia: la comercialización de vino embotellado. Castillo de Liria representa el primer vino embotellado de la Comunidad Valenciana, un ejemplo que no tardan en seguir otras bodegas desde entonces. Es bajo su presidencia cuando se crean vinos como Ceremonia, Hoya de Cadenas o Fusta Nova, en un contexto de comercialización internacional muy activo y dinámico.
La cuarta generación es la responsable del incremento en la calidad de los vinos, de la creación de nuevas líneas de vino como El Miracle dirigido a un público más joven, la comercialización de vinos de otras regiones españolas (Rioja, Ribera del Duero, Rueda, Rías Baixas y Cava), así como del proyecto cultural Arte en Barrica, integrado por una colección de barricas customizadas por artistas como Carmen Calvo, Miquel Navarro, Javier Mariscal, etc. y de consolidar la expansión. 

## Finca Hoya de Cadenas
La Finca Hoya de Cadenas es un paraíso ecológico ubicado a tan solo 100 km de la ciudad de Valencia, que da vida a más de 200 hectáreas que acogen las variedades locales e internacionales más nobles y demandadas. Cuenta con un microclima particular en el que las oscilaciones térmicas facilitan la acumulación de los tan preciados polifenoles en las uvas. 
Junto a la bodega de elaboración, situada a pie de viñedo, Bodegas Vicente Gandia cuente con una sala de barricas subterránea que alberga hoy 12.000 barricas de roble provenientes de Misuri o de los bosques de Allier -Francia-, cuya capacidad de producción sobrepasa los 2.700.000 litros de vino de calidad, repartido entre las variedades Sauvignon, Merlot, Tempranillo, Bobal y Petit Verdot.

## Arte en barrica
Sin duda el corazón del entorno enoturístico Hoya de Cadenas es la casa solariega, cuya historia se remonta al año 1820. El nombre de Hoya de Cadenas evoca el privilegio que tenían sus antiguos propietarios, los Fernández de Córdova, de prestar asilo a los que no querían ser reclutados para el ejército. 
Los viñedos de Hoya de Cadenas ocupan en la actualidad más de 200 hectáreas, destacando algunos pagos muy específicos, como Vallejo Arroyo o Chacelas, con suelos arcilloso calcáreos que producen vinos muy finos en los que se cultivan tanto variedades autóctonas como foráneas, entre ellas, Tempranillo, Cabernet Sauvignon, Merlot, Syrah, Chardonnay, Sauvignon Blanc y Bobal que es el símbolo de la D.O. Utiel-Requena.
Junto a esta casa solariega se encuentra el espacio cultural Arte en barrica situado en una antigua bodega del siglo XIX. Un proyecto artístico concebido como una fórmula capaz de conducir al arte desde el vino. Para ello, Bodegas Vicente Gandia dio cita a un grupo de reconocidos artistas valencianos de vanguardia quienes contribuyeron con su trabajo a transformar la Finca Hoya de Cadenas en un espacio capaz de aunar arte y enoturismo. 

## Reconocimientos
- Premio a la internacionalización por la cámara de Comercio de Valencia[11]
- Mejor bodega de la Comunidad Valenciana por la Universidad Politécnica de Valencia[12]
- José Mª Gandia es nombrado miembro de la orden Los caballeros del vino en Reino Unido[13]
- 2007 FENAVIN le otorgó el galardón internacional por una vida dedicada al vino[14]
- Premio Aster a la trayectoria empresarial[15]